# Troglohyphantes cerberus
Troglohyphantes cerberus är en spindelart som först beskrevs av Simon 1884.  Troglohyphantes cerberus ingår i släktet Troglohyphantes och familjen täckvävarspindlar.
Artens utbredningsområde är Frankrike. Inga underarter finns listade i Catalogue of Life.